# Igreja de São Domingos (Vila Real)
A Sé de Vila Real, também referida como Igreja de São Domingos, Convento de São Domingos  ou Catedral de Vila Real, localiza-se em Vila Real, Portugal.
Construída no século XV, é considerada o melhor exemplo de arquitetura gótica na região de Trás-os-Montes.
É sede da Diocese de Vila Real desde 1924.
A Sé de Vila Real está classificada como Monumento Nacional desde 1926.

## História
Como o próprio nome indica, a atual Sé tem origem num convento dominicano fundado por monges vindos de Guimarães no século XV na zona extra-muros de Vila Real, no campo do Tavolado. O rei D. João I doou terrenos para o convento em 1421 e 1422, e as obras se iniciaram em 1424. A construção do convento também foi apadrinhada pelos marqueses de Vila Real, cuja residência se localizava nas cercanias.

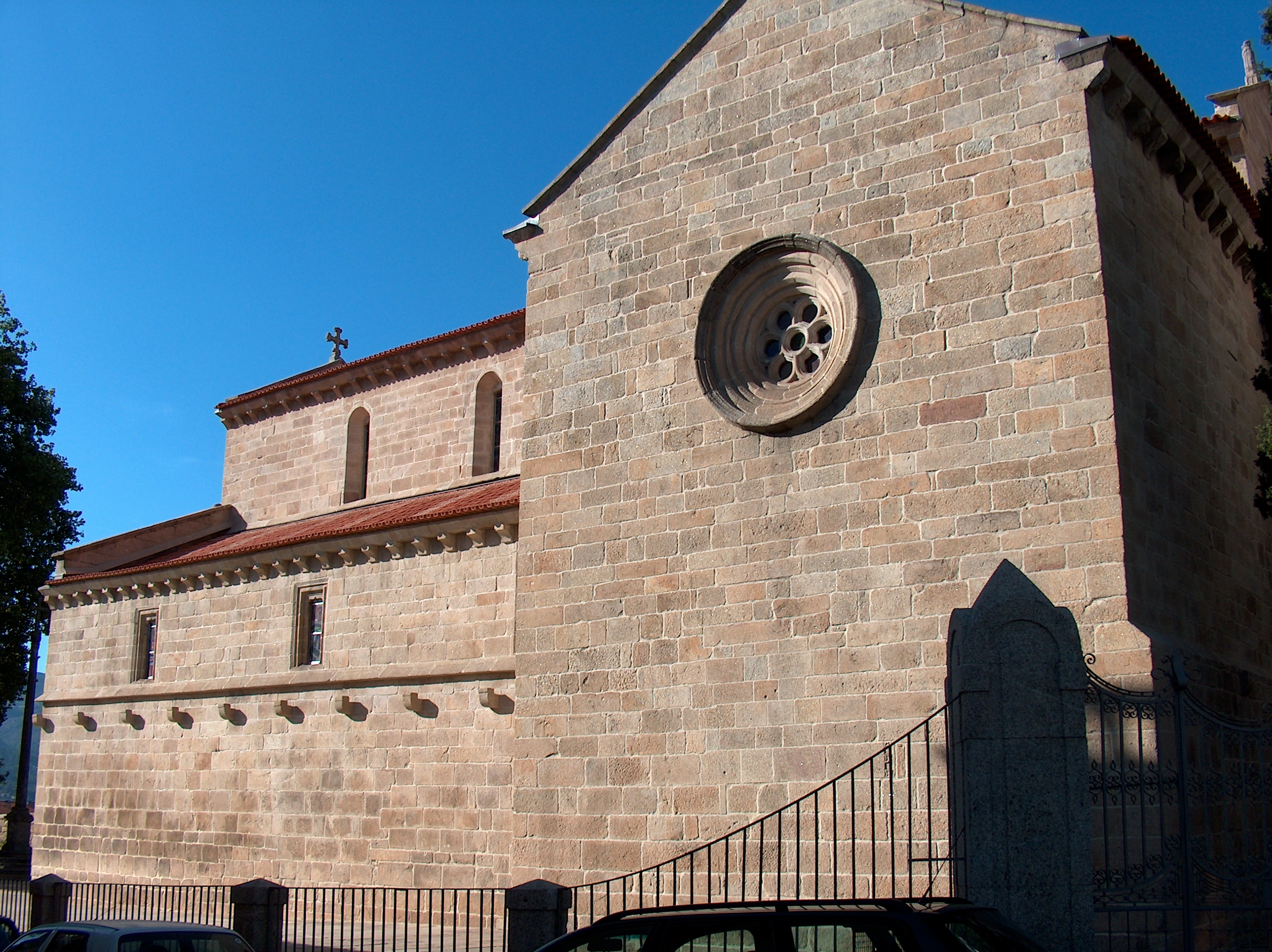
Vista da fachada lateral e transepto com rosácea

A igreja foi reformada no século XVI e, especialmente, no século XVIII, quando se construiu a atual capela-mor e a torre sineira de feição barroca. As dependências conventuais também passaram por uma grande reforma nessa época.
Em 1834, com a extinção das ordens religiosas, a igreja passa a ser sede da paróquia de São Dinis e o convento foi reutilizado como quartel do Batalhão de Caçadores. Em 1837 um grande incêndio destruiu o interior do convento e parte do recheio da igreja. Em 1922, o Papa Pio XI criou a diocese de Vila Real, e a antiga igreja do dominicanos da cidade foi sagrada catedral em 1924. Foi classificada como Monumento Nacional em 1926.
Passou por grandes obras de restauro nas décadas de 1930 e 1940 coordenadas pela DGEMN. O atual retábulo-mor, de estilo maneirista, foi trazido em 1938 do Mosteiro de Odivelas.

## Características
Do século XV, época da fundação do convento, sobrevive a igreja em um estilo gótico despojado e funcional, ligada ao gótico mendicante. A planta é em cruz latina com três naves com cobertura de madeira, sendo a nave central mais alta que as laterais. O transepto é saliente e iluminado por rosáceas nas paredes dos braços e sobre o arco da capela-mor. A atual capela-mor é de planta quadrada e foi realizada no século XVIII.
A fachada principal revela a disposição em três naves do interior. Possui um portal com arquivoltas apontadas inserido num alfiz e flaqueado por grandes contrafortes. A fachada inclui ainda nichos com santos da Ordem e é sobrepujada por uma rosácea. No interior, as naves são escassamente iluminadas por janelas localizadas na parte superior da nave central (clerestório). A pouca iluminação e a robustez das paredes é reminiscente da arquitetura românica, que muito influenciou o gótico no norte de Portugal.
Em meados do século XVIII foi construída uma torre sineira ao lado da capela-mor, na parte traseira da igreja. Trata-se de uma torre de quatro andares, rematada por uma balaustrada e cúpula com um fogaréu no topo.
O interior se encontra desprovido de decoração desde a reforma dos anos 1930, mas possui vários arcossólios tumulares medievais. O atual retábulo maneirista da capela-mor é proveniente do Mosteiro de Odivelas. Em 2003 foram colocados vitrais modernos do artista João Rodrigues Vieira (1934-2009) numa reforma realizada pelo IPPAR.